# Władysław Wawrzkiewicz
Władysław Wawrzkiewicz (ur. 28 marca 1926, zm. 16 października 2005) – polski oficer Wojsk Łączności, pułkownik ludowego Wojska Polskiego, wieloletni zastępca szefa Wojsk Łączności Ministerstwa Obrony Narodowej

## Życiorys
Urodził się na Kresach Wschodnich. W 1944 wcielony do Armii Czerwonej, w tym samym roku powołany do Ludowego Wojska Polskiego i skierowany do Centrum Wyszkolenia Podchorążych w Riazaniu (ZSRR). W maju 1945 ukończył Oficerską Szkołę Łączności w Zamościu i został promowany do stopnia podporucznika. W latach 1946–1947 w ramach Grupy Operacyjnej Wisła brał udział w walkach z UPA oraz z podziemiem niepodległościowym. Przez 46 lat służbę pełnił w Wojskach Łączności na różnych stanowiskach i garnizonach przechodząc wszystkie szczeble dowodzenia w tym rodzaju wojsk, a zakończył ją jako zastępca szefa Wojsk Łączności do spraw operacyjnych MON. Członek PPR i PZPR.
Pochowany na cmentarzu w Pyrach.

## Źródła
- Głos Weterana i Rezerwisty, nr 3, marzec 2007, str. 21
- Z Honorowej Księgi Czynów Żołnierskich /w/ Wojsko Ludowe, 1980, nr 12 (grudzień), str. 7

## Odznaczenia i wyróżnienia
- Wpis do Honorowej Księgi Czynów Żołnierskich (1980)
- Krzyż Oficerski Orderu Odrodzenia Polski
- Krzyż Kawalerski Orderu Odrodzenia Polski
- Złoty Krzyż Zasługi
- Srebrny Krzyż Zasługi
- Srebrny Medal „Zasłużonym na Polu Chwały”
- Medal 10-lecia Polski Ludowej
- Medal 30-lecia Polski Ludowej
- Medal 40-lecia Polski Ludowej
- Medal Komisji Edukacji Narodowej (1974)[1]
- Medal Zwycięstwa i Wolności 1945
- Złoty Medal „Siły Zbrojne w Służbie Ojczyzny”
- Srebrny Medal Siły Zbrojne w Służbie Ojczyzny
- Brązowy Medal Siły Zbrojne w Służbie Ojczyzny
- Złoty Medal Za zasługi dla obronności kraju
- Srebrny Medal Za zasługi dla obronności kraju
- Brązowy Medal Za zasługi dla obronności kraju
- Order Wojny Ojczyźnianej (ZSRR)
- inne odznaczenia resortowe, regionalne i organizacyjne